# Liberi
Liberi község (comune) Olaszország Campania régiójában, Caserta megyében.

## Fekvése
A megye keleti részén fekszik, Nápolytól 45 km-re északra valamint Caserta városától 15 km-re északi irányban. Határai: Alvignano, Caiazzo, Castel di Sasso, Dragoni, Pontelatone és Roccaromana.

## Története
Első említése a 9. századból származik. A következő századokban nemesi birtok volt. A 19. században nyerte el önállóságát, amikor a Nápolyi Királyságban felszámolták a feudalizmust.

## Népessége
A népesség számának alakulása:

## Főbb látnivalói
- Santissima Annunziata-templom
- Santa Maria Assunta-templom
- Sant’Andrea -templom